# Guihaia
Guihaia es un género con 2 especies de plantas con flores perteneciente a la familia  de las palmeras (Arecaceae), es originario del Sudeste asiático distribuidas en China y Vietnam, tienen tallos de pocas altura y usualmente comienzan a florecer cuando su tallo apenas es visible.
Este género, junto a otros pocos (Lepidocaryum, Mauritia y Mauritiella), son los únicos con hojas palmadas con los segmentos reduplicados.

## Taxonomía
El género fue descrito por J.Dransf., S.K.Lee & F.N.Wei y publicado en Principes 29: 7. 1985.
Etimología
Guihaia: nombre genérico nombrado por la zona conocida como Gui Hai en la antigua literatura china  y que incluye las zonas de piedra caliza cárstica de Guangxi.

## Especies
- Guihaia argyrata
- Guihaia grossifibrosa